# Un messaggio da Marte
Un messaggio da Marte (A Message from Mars) è un film muto del 1913 diretto da Wallett Waller. È una commedia fantascientifica basata sull'opera teatrale A Message from Mars di Richard Ganthoney, da cui era già stato tratto un omonimo cortometraggio neozelandese del 1903 (ritenuto perduto); la storia è stata poi riadattata in un omonimo film statunitense del 1921.

## Trama[1][2]
Il marziano Ramiel, come punizione per avere infranto le leggi del pianeta rosso, viene mandato sulla Terra con la missione di redimere qualcuno dei terrestri più egoisti.
Come obiettivo viene individuato il facoltoso Horace Parker, avaro, apatico e menefreghista: per questi motivi, appunto, Minnie ha appena rotto il fidanzamento con lui.
Dapprima Ramiel, coi propri superpoteri, costringe Horace a compiere azioni generose, ma poi desidererebbe che lo facesse spontaneamente. A tal fine lo trasforma in un mendicante, per fargli provare il dolore e la miseria. Horace incontra un uomo al quale, prima, aveva rifiutato aiuto: quest’ultimo è pronto a non negarli il proprio. Nasce allora in Horace la compassione, e compie a sua volta uno spontaneo gesto generoso nei confronti di quell’uomo.
“Missione compiuta!” esclama Ramiel, e torna, riabilitato, su Marte. Dal loro futuristico visore i marziani osservano come procede la vita di Horace: egli, tornato facoltoso, ha accolto a casa propria lo sfortunato amico, si è prodigato a salvare la vita di alcuni bambini da una casa in fiamme, e alla fine si è riconciliato con Minnie.

## Produzione
Il film fu prodotto dalla United Kingdom Photoplays.

## Distribuzione
Uscì nelle sale britanniche nel luglio 1913.